# Le Coq du village (film, 1964)
Pour les articles homonymes, voir Le Coq du village et Liolà.
Le Coq du village (titre original : Liolà) est un film italien réalisé par Alessandro Blasetti et sorti en 1964.

## Fiche technique
- Titre : Le Coq du village
- Titre original : Liolà
- Réalisation : Alessandro Blasetti
- Scénario : Sergio Amidei, Elio Bartolini, Adriano Bolzoni et Carlo Romano, d'après la pièce de Luigi Pirandello
- Photographie : Leonida Barboni, Tonino Delli Colli, Carlo Di Palma
- Musique : Carlo Savina
- Montage : Alessandro Blasetti
- Genre : Comédie à l'italienne
- Durée : 95 min
- Dates de sortie : 
  - Italie : 23 janvier 1964
  - France : 29 août 1964
- Affiche : Jouineau Bourduge (France)

## Distribution
- Ugo Tognazzi : Liolà
- Giovanna Ralli : Tuzza Azzara
- Anouk Aimée : Mita Palumbo
- Pierre Brasseur : Simone Palumbo
- Elisa Cegani : Gesa, la tante de Mita
- Dolores Palumbo : Tante Croce
- Rocco d'Assunta : Nanni, le facteur
- Umberto Spadaro : Don Calogero
- Carlo Pisacane : Don Vincenzo, le magicien